# Herb Wałcza
Herb Wałcza – jeden z symboli miasta Wałcz w postaci herbu.

## Wygląd i symbolika
Herb przedstawia na błękitnej tarczy złotą koronę a pod nią gwiazdę sześcioramienną nad skrzyżowanymi liściem palmy leżącym na mieczu. Miecz i liść są połączone wstęgą.
Połączone wstęgą palma i miecz symbolizują pragnienie pokoju (liść palmy) i sprawiedliwości (miecz).

## Historia

Herb do roku 2013

Herb Wałcza sięga swoją treścią do znaku na pieczęci z roku 1658, w którym to po połączeniu Starego i Nowego miasta przyjęto jednolity herb. Na przestrzeni minionych lat w herbie następowały drobne zmiany. Po uchwaleniu w Polsce ustawy o samorządzie terytorialnym w 1990 r. także Wałcz ustanowił herb uchwałą z roku 1996. Herb z koroną pozbawioną rubinów oraz z dodatkową wstęgą łączącą liść z mieczem został przyjęty przez Radę Miasta 17 września 2013 roku.